# Peter Tetteroo (muzikant)
Petrus Gerardus Anthonius (Peter) Tetteroo (Delft, 8 juli 1947 - aldaar, 9 september 2002) was een Nederlands componist en popmuzikant. Hij werd in 1965 bekend als oprichter van Tee Set, samen met Gerard Romeyn, Polle Eduard, Carry Janssen en Robbie Plazier. Tetteroo was zanger in deze band. In 1968 had hij een top 10-hit met een soloplaat, zijn versie van Red Red Wine.
Nadat de populariteit van de Tee Set was afgenomen, rond 1980, volgde een periode van vier jaar waarin de band niet meer optrad. Vanaf 1983 speelde de band weer, met Peter Tetteroo, al was het hoofdzakelijk op nostalgische "sixties"-avonden. Ondanks een ernstige ziekte heeft hij tot op het laatst opgetreden. Hij overleed op 55-jarige leeftijd in zijn huis in Delft aan de gevolgen van leverkanker. Zijn stoffelijke resten zijn gecremeerd, de urn is bijgezet in een klein mausoleum op begraafplaats Jaffa in Delft.
Naast muzikant was hij exploitant van een rollerskate-disco en gemeenteraadslid voor Leefbaar Delft.
Ter herinnering aan Peter Tetteroo is de "Peter Tetteroo Bokaal" in het leven geroepen, een jaarlijks uit te reiken prijs voor veelbelovend poptalent uit Delft en omstreken.